# Pałac w Szymanowicach
Pałac w Szymanowicach – wybudowany w XVII w. w  Szymanowicach.

## Położenie
Pałac położony jest we wsi w Polsce, w województwie dolnośląskim, w powiecie legnickim, w gminie Krotoszyce.